# فراحفره‌زایی

در نگارهٔ بالا جسم سیاه با سرعت بسیار زیادی با مایع (آبی رنگ) برخورد می‌کند و سبب می‌شود تا فشار موضعی در پشت جسم کم‌تر از فشار بخار مایع می‌شود که منجر به ایجاد حبابی به دور جسم می‌گردد.

فراحفره‌زایی (به انگلیسی: Supercavitation) گونه‌ای از حفره‌زایی می‌باشد که در آن کاهش شدید فشار باعث تبخیر موضعی مایع و ایجاد حباب‌هایی به منظور احاطهٔ جسمی که درون مایع در حال حرکت است می‌شود. حباب‌های احاطه گر جسم متحرک درون مایع سبب کاهش شدید اصطکاک مایع با سطح شی متحرک می‌شوند و در نتیجه جسم را قادر می‌سازند تا با سرعت بسیار زیادی درون مایع حرکت نماید. استفاده‌های کنونی از فراحفره‌زایی محدود هستند و شامل مواردی چون اژدر‌های پر سرعت، پروانه‌های کشتی و زیردریایی‌ها می‌شوند. در عمل، فراحفره‌زایی می‌تواند در مورد کل بدنهٔ وسیله نقلیه درون مایع مورد استفاده قرار گیرد و وسیله نقلیه درون مایع را قادر سازد تا با سرعت بسیار زیادی حرکت نماید.
نمونه‌ای از فراحفره‌زایی در طبیعت توسط میگوی آخوندکی به هنگامی که این جانور قصد حرکت سریع برای شکار طعمه خویش را دارد مورد استفاده قرار می‌گیرد.

## حفره‌زایی
حُفره‌زایی (نام‌های دیگر: حفره‌سازی، خلاءزایی، کاویتاسیون) پدیده‌ای است که در آن کاهش فشار باعث تبخیر موضعی مایع و ایجاد حباب‌هایی شود. این پدیده در پروانهٔ کشتی‌ها، اژدرها و پمپ‌های سانتریفیوژ رخ می‌دهد.
در این پدیده که معمولاً در مایعات با حرکت متلاطم به دلیل اختلاف فشار در مایع رخ می‌هد، فشار موضعی کم‌تر از فشار بخار مایع می‌شود. این امر باعث می‌شود تا مثلاً آب که در شرایط متعارف در ۱۰۰ درجه سانتیگراد شکل گازی پیدا می‌کند در دماهایی پایین‌تر زودتر به صورت گاز درآید.

## موارد استفاده

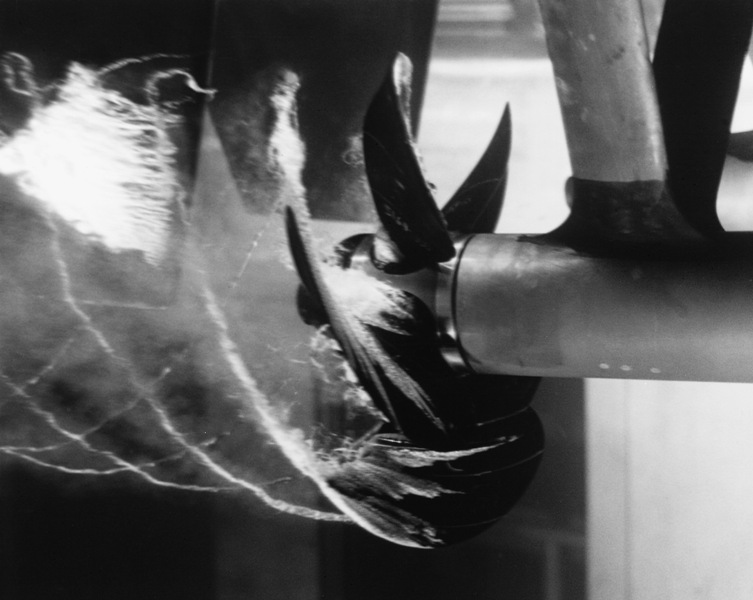
پروانهٔ حفره‌زا در آزمایشگاه تونل آب حوضچهٔ مدل دیوید تیلور.

نخستین استفاده‌ها از فراحفره‌زایی در اتحاد جماهیر شوروی سوسیالیستی و به منظور ساخت اژدرهای پرسرعت صورت پذیرفت. نخستین پروژه در این زمینه تندوزه (به روسی: Шквал) نام داشت. از سال‌های ۱۹۷۲ تا ۱۹۷۷ در حدود ۳۰۰ آزمایش انجام گشت که ۹۵ درصد آن‌ها در دریاچه ایسیک کول صورت پذیرفت و حاصل این آزمایش‌ها اژدری به نام تندوزه یا وی‌آ-۱۱۱ اشکفال (به انگلیسی: VA-111 Shkval) بود. وی‌آ-۱۱۱ اشکفال یک اژدر ۵۳۳ میلی‌متری بود و ۲۷۰۰ کیلوگرم وزن داشت که ۲۱۰ کیلوگرم آن را کلاهک جنگی آن تشکیل می‌داد. موتور راکتی این اژدر از سوخت مایع استفاده می‌کرد. دو تن از وزن اژدر را مخرن سوخت تشکیل می‌داد که شامل ۱۵۰۰ کیلو هیدروژن پروکسید و ۵۰۰ کیلو نفت سفید بود. سرعت این اژدر ۸٫۲ متری هنگام شلیک ۹۳ کیلومتر بر ساعت بود که در طول مسیر به بیش از ۳۷۰ کیلومتر نیز می‌رسید. برد عملیاتی مدل‌های جدید اشکفال به ۱۱ تا ۱۵ کیلومتر می‌رسد اما مدل‌های قدیمی فقط تا ۷ کیلومتر برد داشتند.
در سال ۲۰۰۴ شرکت آلمانی تولید کنندهٔ صنایع دفاعی دیل بی جی تی دیفنس (به آلمانی: Diehl Defence) اعلام نمود که اژدری با قابلیت فراحفره‌زایی ساخته است که می‌تواند با سرعتی بیش از ۴۰۰ کیلومتر بر ساعت در آب حرکت نماید.
در سال ۱۹۹۴ نیروی دریایی ایالات متحده آمریکا پروژه‌ای به نام رامیکس (به انگلیسی: RAMICS یا Rapid Airborne Mine Clearance System) را به کمک شرکت سی تچ (به انگلیسی: C Tech Defense Corporation) آغاز نمود که شامل ساخت اجسامی اژدر مانند با قابلیت فراحفره‌زایی به منظور مین‌روبی انواع گوناگون مین دریایی تا عمق ۴۵ متری بود، در ادامه این پروژه توسط شرکت نورتروپ گرومن به تولید انبوه رسید. یکی از قابلیت‌های رامیکس، امکان شلیک آن از بالگرد‌هایی چون بل ای‌اچ-۱ کبرا بود.
در سال ۲۰۰۵ دارپا (DARPA) یا سازمان پروژه‌های تحقیقاتی پیشرفتهٔ دفاعی (به انگلیسی: Defense Advanced Research Projects Agency) پروژه‌ای را به منظور جابه جایی گروهی از سربازهای ویژه در زیر آب با سرعت بسیار بالا برای عملیات ساحلی اغاز نمود. در سال ۲۰۰۶ حق ساخت این پروژه به دو شرکت قایق‌های الکتریکی جنرال داینامیکس و نورتروپ گرومن اهدا شد. در سال ۲۰۰۹، دارپا این پروژه را به عنوان گونه‌ای نوین از زیردریایی‌ها معرفی نمود که قادرند با سرعت ۱۰۰ گره (یکای سرعت) برابر با حدود ۵۱ متر بر ثانیه درون آب حرکت کنند که تا آن زمان سریع‌ترین زیردریایی موجود بود.
در سال ۱۳۸۵ خورشیدی (۲۰۰۶ میلادی)، ایران  اژدری با نام حوت (موشک) را معرفی نمود که موشک سطح به دریا و زیرآبی یا اژدر دارای پیشرانه  راکتی و قابلیت فراحفره‌زایی بود و نخستین بار در رزمایش پیامبر اعظم بهار سال ۱۳۸۵ آزمایش شد. حوت شباهت قابل توجهی با اژدر وی‌آ-۱۱۱ اشکفال داشت و دارای قابلیت‌های مشابهی چون برد و سرعت مشابه بود.
گونه‌هایی از پروانه‌های کشتی با قابلیت فراحفره‌زایی هم‌اکنون در ساخت برخی از قایق‌های مسابقه‌ای مورد استفاده قرار می‌گیرند.